# モンゴルのホラズム・シャー朝征服

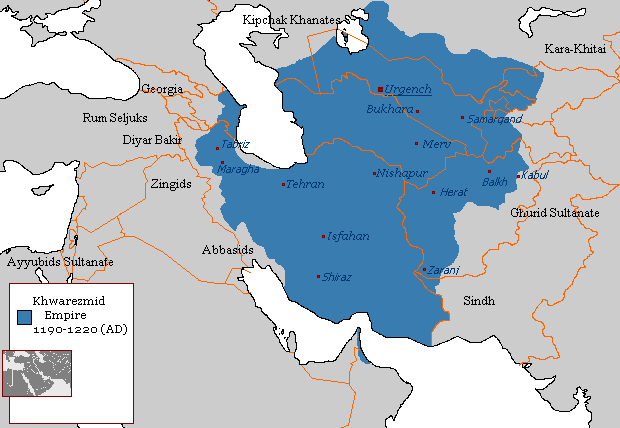
ホラズム・シャー朝の支配領域

この項目では、1219年から1222年にかけて行われたモンゴル帝国によるホラズム・シャー朝の征服（モンゴルていこくによるホラズム・シャーちょうのせいふく）について記述する。
この遠征によって中央アジアには多大な被害がもたらされたとされるが、その規模については諸説ある。

## 戦争の背景

### 両国の交流
13世紀初頭、中央ユーラシアの東方（モンゴル高原）ではテムジン（チンギス・カン）率いるモンゴル国、西方（中央アジア）ではアラーウッディーン率いるホラズム国という2大勢力が急速に勢力を拡大しつつあった。更に、1211年から1215年にかけてモンゴル帝国は第一次対金戦争によって華北の大部分を制圧し、ホラズムは1212年/13年までにマー・ワラー・アンナフル地方を制圧してアフガニスタンのゴール朝を併合し、1217年/18年にはバグダード遠征を実施してアッバース朝のカリフに圧力を加えイラン方面にも勢力を拡大した。
一連の戦役によって多民族を統べる大帝国を築きつつあった両国は既に互いの存在を意識しており、イルハン朝の歴史家ジュヴァイニーは、1200年に没したホラズム・シャー朝の君主アラーウッディーン・テキシュは西遼の後方に存在する「恐るべき民族」の存在をアラーウッディーンに警告し、聖職者のサイイド・モルタザは「恐るべき民族」の防壁となる西遼の衰退を嘆いたことを伝えている。1215年、アラーウッディーンはサイイド・バハーウッディーン・ラーズィーが率いる使節団をチンギスの元に派遣した。チンギスは使節団を厚遇し、ホラズム地方出身のマフムードらが率いる返礼の使節団を派遣するなど、表面上の友好関係を築いた。
一方、同時期に両国の中間にあたるアルタイ山脈から天山山脈にかけては、かつてモンゴル帝国によって滅ぼされたメルキト部とナイマン部の残党が逃れ込み、ナイマン部のクチュルクはカラ・キタイ朝を乗っ取るに至っていた。1216年に中国方面の攻略を将軍ムカリに委任しモンゴル高原に帰還したチンギス・カンは、翌1217年にはスブタイ（「四狗」の一人）率いる軍団をケム・ケムジュートのメルキト部残党の下に、ボロクル（「四駿」の一人）率いる軍団を叛乱を起こした「森林の民（ホイン・イルゲン）」の下に、そして1218年にジェベ（「四狗」の一人）率いる軍団を天山山脈のナイマン部＝カラキタイの下へ、それぞれ派遣した。このうち、ジェベとスブタイは順調に敵軍を討伐したが、ボロクルのみは敵軍の奇襲を受けて急死してしまったため、1218年にチンギス・カンの長男ジョチが後詰めとして出陣し、恐らくはスブタイらの軍団も指揮下に入れ、キルギス部を初めとする「森林の民（ホイン・イルゲン）」を平定した。
また、ジェベが率いる遠征隊が西遼を滅ぼして東トルキスタンを支配下に収めると、西遼を吸収したモンゴル帝国はホラズム・シャー朝と領土を接するようになった。一方、スブタイらに敗れたメルキト部残党の中でクルトゥカン・メルゲンのみは更に西北方面に逃れてキプチャク草原東端に進出し、これを追ったジョチ率いるモンゴル軍は期せずしてホラズム朝の支配圏に侵入することになった。一方、ホラズムのアラーウッディーンもまた早い段階から自国領に侵入したメルキト部の動きを察知しており、これを撃退すべくサマルカンドからブハラを経由してジャンドに至った。ジャンドに到着したアラーウッディーンはメルキト部を追撃するモンゴル軍もまた西進してきたことを知ると、モンゴル軍に打撃を与える絶好の機会と見てサマルカンドに戻って精鋭軍を招集し、自ら軍勢を率いて北上した。

### オトラル事件
このようにモンゴル・ホラズム両国の対立が深まっていた1218年に、アラーウッディーンはブハラにおいてモンゴル帝国から派遣された使節団と謁見し、「両国の友好を望み、自分の子のように見なしたい」というチンギスからの申し出を受け取った。アラーウッディーンは使節の一人であるマフムードにモンゴル帝国の兵力について尋ねたとき、アラーウッディーンに怒気を帯びていることに気付いたマフムードはモンゴルの兵力はホラズム・シャー朝に比べて弱いものだと答え、平静を取り戻したアラーウッディーンは友好的な回答を与えて使節を送り返したと伝えられている。同年、モンゴルが派遣した使節団と隊商がオトラルの町で総督イナルチュクに殺害され、財貨が略奪される事件が起きた。モンゴル帝国のホラズム・シャー朝遠征の原因を使節団の虐殺に対する報復とすることが従来定説とされているが、先述したようにメルキト部・ナイマン部残党の動向を巡って両国は1217年から既に軍を動かしており、「オトラル事件」はモンゴル側にとってホラズム侵攻の正当化の方弁に過ぎないと指摘されている。
そもそも中央アジア遠征の補給基地たるチンカイ・バルガスンが1212年に建設されているように、ホラズム・シャー朝の攻撃は前もって計画されたものであり、使節団は遠征の前に派遣された偵察隊の役割を担っていたと推定する見解が現れている。モンゴルの中央アジア遠征の動機として、王侯貴族への新たな牧地の授与、従属民への戦利品の分配による社会的矛盾の緩和が挙げられている。また、オトラルの虐殺はモンゴル帝国とホラズム・シャー朝の友好による交易路の保護と拡張を期待していたムスリム商人に打撃を与え、彼らの交易ネットワークは破綻した。

### カラ・クムの戦い
それぞれメルキト部残党を追ってシル河北方の草原地帯に至ったジョチ率いるモンゴル軍とアラーウッディーン率いるホラズム軍は、1219年初頭に「カンクリ族の住まう地」カラ・クムにて激突した。両軍はともに遊牧国家伝統の右翼・中央・左翼からなる3軍体制を取って戦闘に臨んだが、両軍ともに決めてを欠いたまま日没を迎え、遂に明確な勝敗が決まらないまま両軍は撤兵した。ジュヴァイニーの『世界征服者の歴史』は、戦後に戦闘の経過を聞いたチンギスが「ホラズム軍の勇敢さを品定めし、スルターン軍の程度と規模がはたしてどれほどのものなのか、かくてわれらにはどのような取り除けない壁も、抗しえない敵ももはやないとわかって、諸軍をととのえ、スルターンに向かって進軍した」と記しており、この一戦でホラズム軍の力量を見切った事でチンギス・カンはホラズム侵攻を最終的に決断することになった。
一方、ホラズムの側では国王自ら精鋭軍を率いて臨んだにもかかわらず、一分遣隊に過ぎないモンゴル軍に押され、息子の救援がなければ自らの身すら危うかったスルターン＝アラーウッディーンは自信喪失してしまった。モンゴルのホラズム侵攻において、アラーウッディーンは一度も自ら軍を率いて出征することなくオアシス都市に籠城しての防戦を徹底させたが、この戦略方針には「カラ・クムの戦い」における手痛い失敗が多大な影響を与えたと指摘されている。なお、古くはロシア人史家V.V.バルトリドの学説に基づいて「カラ・クムの戦い」の戦いが起こったのは1216年のことで、モンゴルのホラズム侵攻とは直接関係ない戦いであったとする説が有力であったが、バルトリドの議論は史料の誤読に基づくものであって現在では成り立たないと指摘されている。
モンゴル帝国で開催されたクリルタイでホラズム・シャー朝との開戦が正式に決定されると、軍隊の編成が協議された。チンギスは末弟のテムゲ・オッチギンをモンゴル高原に残し、1218年末にホラズム・シャー朝への行軍を開始した。1219年夏にチンギスはイルティシュ河畔で馬に休息を取らせ、同年秋に天山ウイグル王国、アルマリクのスクナーク・テギン、カルルク族のアルスラーン・カンの軍隊を加えて進軍した。開戦前にモンゴル帝国は西夏にも援軍の派遣を求めていたが、西夏から援軍は送られなかった。経済的な危機に直面するムスリム商人はモンゴル帝国の征西に積極的に協力し、ホラズム・シャー朝の国情や地理に関する詳細な情報を提供するだけでなく、遠征の計画の立案にも関与していたと考えられている。

## マー・ワラー・アンナフル地方での戦闘
ホラズム・シャー朝征服に参加したモンゴル軍の兵士の数は150,000人、あるいは200,000人程度だと考えられている。対するホラズム・シャー朝の兵数は400,000人を超えていたが、規律、君主に対する忠誠心、戦闘の経験などの素質は欠けていた。ホラズム・シャー朝の軍事力の中核であるテュルク系のカンクリ族はアラーウッディーン・ムハンマドの実母であるテルケン・ハトゥンに忠誠を誓い、ホラズム国内はアラーウッディーンとテルケン・ハトゥンによって二分された状態にあった。東洋学者ワシーリィ・バルトリド、ルネ・グルッセらはホラズム・シャー朝の軍隊には卓越した活躍を見せた人物が現れたが、組織と指揮の統一、軍隊の練度の高さがモンゴル軍を勝利に導いたと指摘している。
モンゴル軍の侵攻にあたってアラーウッディーンは各都市に戦力を分散し、防衛に徹した。アラーウッディーンが戦力を分散する戦略を採用した理由について、多数の将軍たちの主張を取り入れたとする説、占星術師の意見を採用したという説などがあり、ホラズム・シャー朝の遺臣ナサウィーはチンギスがアラーウッディーンとテルケン・ハトゥンの仲を裂くためにテルケン・ハトゥンの内通を疑わせる書簡をアラーウッディーンに受け取らせた逸話を記録している。東洋史学者の杉山正明は、アラーウッディーンは一か所に集めたカンクリ族の反乱を危惧し、長期戦の末に撤退したモンゴルの騎兵隊を追撃する計画を立てていたと推測しているが、モンゴル軍の攻撃の前にアラーウッディーンの戦略は破綻する。モンゴル軍は投石機などの攻城兵器を使用して包囲戦を進める一方、ムスリム商人を使者として降伏を促し、大都市の攻撃には捕虜とした兵士や市民を前線に立たせて敵軍の戦意を失わせた。モンゴル軍がホラズム・シャー朝征服の際に使用した兵器は投石機のほか、弩、雲梯、破城槌、陶器の瓶に燃料油か火薬を入れた投擲武器（ナフタ）が挙げられている。
1219年末にオトラルに到着したチンギスは次男のチャガタイと三男のオゴデイが率いる第一部隊にオトラルの包囲、長男のジョチが率いる第二部隊にシル川下流域のジャンドの攻略、アラク・ノヤン、スイケトゥ・チェルビ、タガイ・バアトルが率いる第三部隊にアングレン川とシル川の合流地であるバナーカトの攻略を命じ、自身は直属軍を率いて末子のトゥルイとともにブハラ・サマルカンド方面に向けて進軍した。本来、東方からサマルカンド方面に向かう際にはバナーカトを経てシル河を渡るのが通常の行程であり、アラク・ノヤンら第3軍が陽動としてバナーカトに向かう隙にチンギス・カン自ら率いる本隊がホラズム・シャー朝の本拠地サマルカンドを急襲するというのがモンゴル軍の戦略であった。逆にホラズム側としてはオトラル、バナーカトといった要衝の守りを固めモンゴル軍の消耗を待つことを目的としていたと見られるが、これらの要衝を別働隊に任せたチンギス・カン本隊のブハラ急襲を許した時点でホラズム側は戦略的に敗北していたと評されている。5か月にわたる包囲の末にオトラルは陥落するが、イナルチュクは残存兵を率いて城塞に立て籠もり抵抗を続けたが、衆寡敵せずモンゴル軍によって捕らえられる。
オトラルが陥落した後、辺境の諸都市は次々とモンゴル軍によって攻略される。ジャンドに向かったジョチはシル川流域のスィグナクにハサン・ハッジーを派遣して降伏を勧告するが、スィグナクの市民によって使者が殺害されたことを知ると攻撃を開始し、スィグナクの住民はモンゴル兵によって虐殺される。ジョチの進路上にあるシル川流域の都市は略奪に晒され、モンゴル軍の接近を知ったホラズム・シャー朝の司令官のクトルグ・カンはジャンドを放棄し、首都のウルゲンチに逃走し、司令官を失ったジャンドは混乱に陥った。ジャンドの市民はモンゴルから派遣された使者のチン・テムルを殺害しようとするが、チン・テムルはスィグナクの例を出してジャンドの市民を抑え、モンゴル軍を退却させる偽の約束を取り付けて帰還した。モンゴル軍の攻撃を受けたジャンドは抵抗を行うことなく陥落し、チン・テムルを侮辱した数人を除いて市民の命は助けられたが、町は9日の間モンゴル兵の略奪を受ける。1220年の間ジョチはジャンドにとどまり、翌1221年にホラズム地方に向けて進軍する。

## ブハラ、サマルカンドの陥落

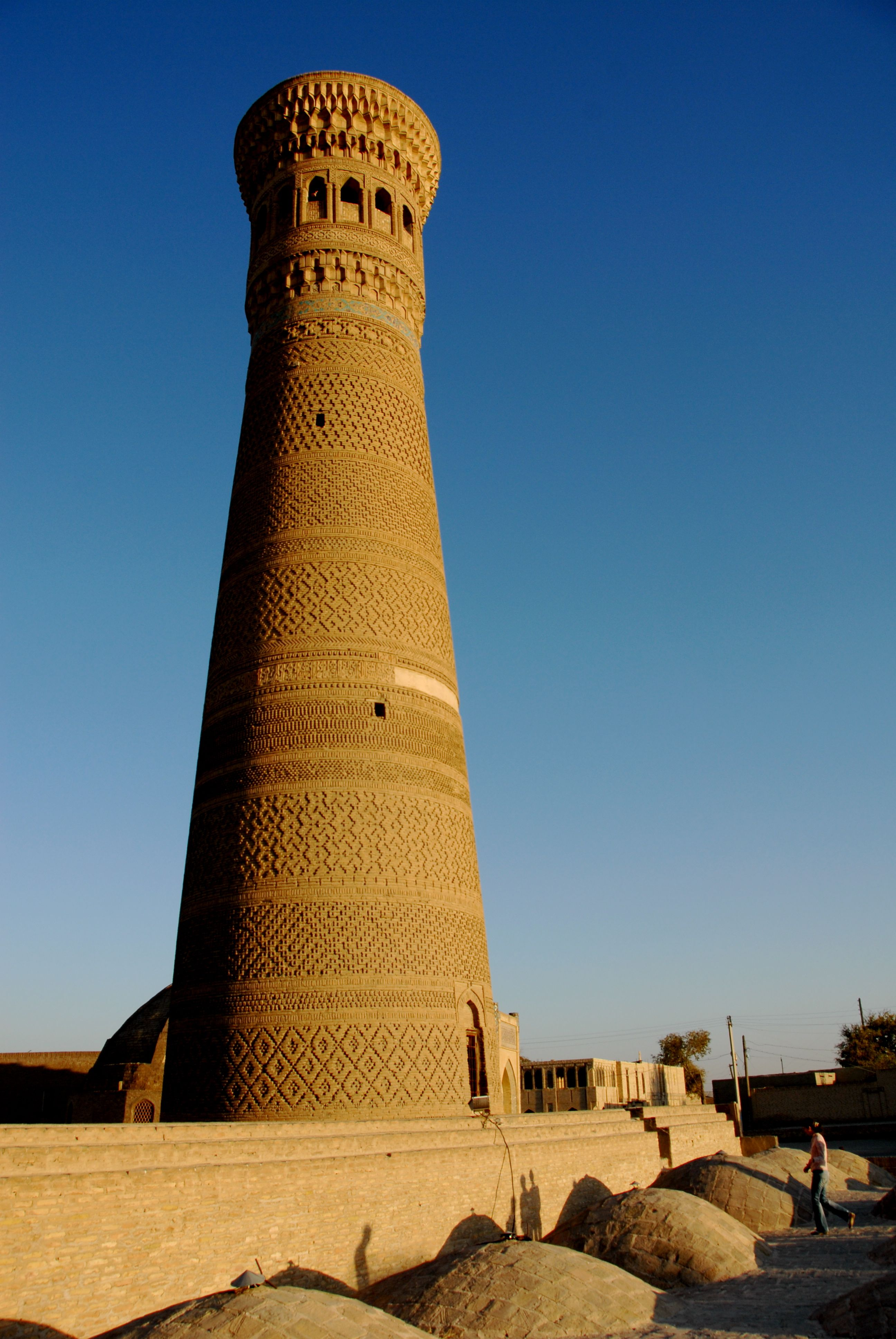
ブハラのカラーン・ミナレット

1220年2月にチンギスが率いる本隊はブハラに達した。12,000、20,000、あるいは30,000に及ぶ騎兵が守る都市を包囲し、連日攻撃が加えられた。守備隊はモンゴル軍に夜襲を仕掛けて成功を収めるが、ホラズム軍は勝利に乗じて追撃を行うことなく逃走し、アム川河畔でモンゴル軍の反撃を受けて壊滅した。守備隊が逃走した翌日、ブハラのイマーム（宗教指導者）と有力者がモンゴルに臣従の意思を示した。ブハラ市内は略奪と放火に晒され、捕虜とされた市民は軍隊に編入された上で、残存兵とモンゴル軍の指示に従わない人間は殺害された。ブハラの民家の多くは木造の家屋で占められており、煉瓦造りのジャーミー・モスク（大礼拝堂）などの一部の建物を除いて、モンゴル兵の放火によって町の大部分が数日のうちに焼失したことが歴史家のジュワイニーによって伝えられている。ジュワイニーは、ブハラから脱出した男がモンゴル軍の攻撃を受けた町の様子を聞かれて返した
「彼らは来た、壊した、焼いた、殺した、奪った、去った」」—アラーウッディーン・アターマリク・ジュヴァイニー、勝藤猛『モンゴルの西征 ペルシア知識人の悲劇』（創元新書, 創元社, 1970年2月）、198頁
というペルシア語としてごく簡潔な言葉を、ブハラ占領を要約する言葉として記している。
ブハラを発ったチンギスはサマルカンドに到着し、別行動をとっていた第一部隊、第二部隊、第三部隊もサマルカンドの包囲に合流する。サマルカンドに布陣したチンギスは将軍ジェベとスブタイに逃亡したアラーウッディーンの追撃を命令し、抵抗する都市は壊滅させるように言い渡した。オトラル陥落後にモンゴル軍の捕虜とされたイナルチュクはチンギスの前に引き出され、イナルチュクは両目と両耳に溶かした銀を流し込む方法によって処刑されたことが伝えられている。モンゴル軍はサマルカンドの守備隊の兵数を警戒し、捕虜を自軍の兵士のように見せかけて恐怖心を煽り立てた。包囲を開始してから2日の間モンゴル軍はサマルカンドの防衛設備を調べ、3日目に城内から出撃したサマルカンド市民を撃破する。守備隊の大部分を占めていたカンクリ族はモンゴル側から助命の約束を取り付けて降伏し、1220年3月あるいは4月にサマルカンドのカーディー（判事）とムフティー（法官）はチンギスに開城を申し出、サマルカンドは陥落した。降伏したカンクリ族の兵士、サマルカンド市民は虐殺され、生き残った市民の中から30,000人の工芸家と職人が王子、皇妃、将校に分配され、同数の市民が兵士として軍隊に編入された。残った50,000人のサマルカンド市民は200,000ディナールの身代金を支払うことを条件に帰還を認められ、サマルカンドはモンゴルの統治下に置かれた。
5,000の兵からなる第三部隊はバナーカトを陥落させた後、職人を軍隊に配置し、市民の中の若者を兵士として徴収した。ホジェンドの指揮官テムル・マリクは1,000人の兵士とともにシル川の川中島に立て籠もり、アラク・ノヤン、スイケトゥ・チェルビ、タガイ・バアトルは援軍として派遣された20,000のモンゴル兵と50,000の捕虜を加えて攻撃を行うが、テムル・マリクはモンゴル軍に頑強に抵抗した。苦境に陥ったテムル・マリクは城塞を放棄して王子ジャラールッディーン・メングベルディーの元に退却し、テムル・マリクが退却する中で次々と兵士を失い、単騎でモンゴル兵の追撃を振り切った逸話が伝えられている。ただし、先述したようにアラク・ノヤンら率いる別働隊はチンギス本隊がブハラ・サマルカンドを急襲するまでの陽動部隊としての任を帯びていたと考えられ、アラク軍がシル川をなかなか渡らなかったこと自体は当初からモンゴル軍の計算の内であったと指摘されている。
1220年の春夏にチンギスはサマルカンドとニーシャープールの中間にあるナフシャブ（カルシ）付近で兵馬に休息を取らせる。

## アラーウッディーン・ムハンマドの逃走
モンゴル軍がマー・ワラー・アンナフルに侵入したことを知ったアラーウッディーンは居城のサマルカンドを放棄してナフシャブ（カルシ）に逃亡し、通過先の住民に各自でモンゴル軍の攻撃から身を守るように告げたホラズムの熟練した軍人からはアム川に防衛戦を張ってイランの守備に全力を傾けるべきだという意見が出されたが、アラーウッディーンはガズナに退却する意見を採用する。バルフに到着したアラーウッディーンは宰相のアハマド・ウル・ムルクに出会い、彼の進言に従ってイラーク・アジャミー（イラン西部）への移動を決定する。こうしたアラーウッディーンの退却は、専守防衛策からモンゴル軍をアム川の南、あるいは西に誘導して撃破するゲリラ戦への転換を意図したものだとも言われている。王子ジャラールッディーンは退却に反対してモンゴル軍に抗戦することを主張したが、アラーウッディーンはジャラールッディーンの意見を容れず、彼を連れて逃走した。1220年4月16日にアラーウッディーンはニーシャープールに到着し、モンゴル軍がアム川を渡るのは当分先になると考えて町に滞在したが、到着から3週間後にモンゴル軍はイラン東部のホラーサーン地方に進軍したことを知ると、狩猟に出るという口実を設けて少数の供を従えて町を脱出した。
アラーウッディーンの追撃に向かった部隊はアム川を渡り、ホラーサーン地方に侵入する。ホラーサーン地方の主要な都市であるバルフは使節を派遣してモンゴル軍に降伏を申し出るが、モンゴル軍を挑発したザーヴァの町は破壊・虐殺に晒され、ニーシャープールは城外を通過するモンゴル軍に食糧を供給した。1220年6月にジェベはニーシャープールに降伏を勧告する書状を送り、マーザンダラーン地方を経てアラーウッディーンを追跡する。スブタイはクーミス地方を通過する間に進路に存在する都市で略奪を行い、テヘラン郊外のレイでジェベとスブタイは合流し、レイでもモンゴル軍による住民の虐殺と拉致が行われた。
アラーウッディーンはイランに逃走するにあたってホラズム地方を支配するテルケン・ハトゥンにマーザンダラーンへの避難を勧告するが、テルケン・ハトゥンの元にはホラーサーン地方の領有と引き換えに内通を促すモンゴルの使者が送られていた。テルケン・ハトゥンはチンギスの提案に返答せず、アラーウッディーンから退却を求められると、ホラズムに投獄されていた亡国の王侯を処刑し、財宝と王妃・王子を伴って逃走した。テルケン・ハトゥンはマーザンダラーンのイラール城砦で捕虜となり、アラーウッディーンの子供は処刑され、妃と財宝はモンゴル軍の手に落ちた。
ニーシャープールを発ったアラーウッディーンはガズウィーンからルリスターン地方に逃れ、イラン高原を拠点に兵力の回復を図るが、レイが略奪を受けた情報が伝えられると将兵は逃散した。マーザンダラーンに逃れたアラーウッディーンは現地の貴族の勧めに従い、胸膜炎に罹った体でカスピ海上のアバスクン島に避難する。死期が近いことを悟ったアラーウッディーンは王子のジャラールッディーン、ウーズラーグ・シャー、アーク・シャーをアバスクン島に呼び寄せ、ジャラールッディーンを後継者に指名した後、1220年12月に病没した。
アラーウッディーンの死後、3人の王子はテルケン・ハトゥンが去った後に無政府状態に陥ったホラズム地方に帰国し、歓迎を受けた。間もなくカンクリ族の将校はジャラールッディーンを殺害してウーズラーグ・シャーを王位に就けようと企て、彼らの企みを察知したジャラールッディーンは1221年2月にティムール・メリクとともにホラーサーン地方に移動した。モンゴル軍がホラズム地方に侵入したことを知ったウーズラーグ・シャーとアーク・シャーもホラーサーン地方への逃走を試みるが、モンゴル軍の追撃を受けて殺害される。王子たちが脱出した後、ホラズム・シャー朝の首都ウルゲンチはモンゴル軍に包囲され、ジョチの降伏勧告を拒んだウルゲンチは攻撃に晒される。包囲の指揮を執るジョチとチャガタイの間に起きた不和はモンゴル側の作戦を妨げて包囲は6か月に及び、ジョチとチャガタイが多くの兵士を失ったことを知らされたチンギスはオゴデイをホラズムに派遣した。オゴデイの仲裁によってジョチとチャガタイは矛を収め、軍紀を回復したモンゴル軍はウルゲンチへの総攻撃を開始した。市街地に侵入したモンゴル軍は道路を守るホラズム軍の頑強な抵抗を受け、女性と子供もウルゲンチの防衛に加わっていたが、攻撃から1週間後に追い詰められた住民は降伏を申し出た。1221年4月にウルゲンチは陥落、ジョチの命令によって100,000人に及ぶ工芸家や職人がモンゴルに送られ、市外に連れ出されたウルゲンチの住民はモンゴル軍によって虐殺される。モンゴル軍はアム川の流れを堰き止めていたダムを破壊し、溢れ出た河水によってウルゲンチの建物は破壊され、町に隠れてモンゴル兵の殺戮を免れた住民は溺死したと伝えられている。14世紀のイルハン朝の歴史家ラシードゥッディーンはウルゲンチ付近に死者の遺骨が積み上げられた丘がいくつも残されている事を記している。

## ホラーサーン地方の破壊

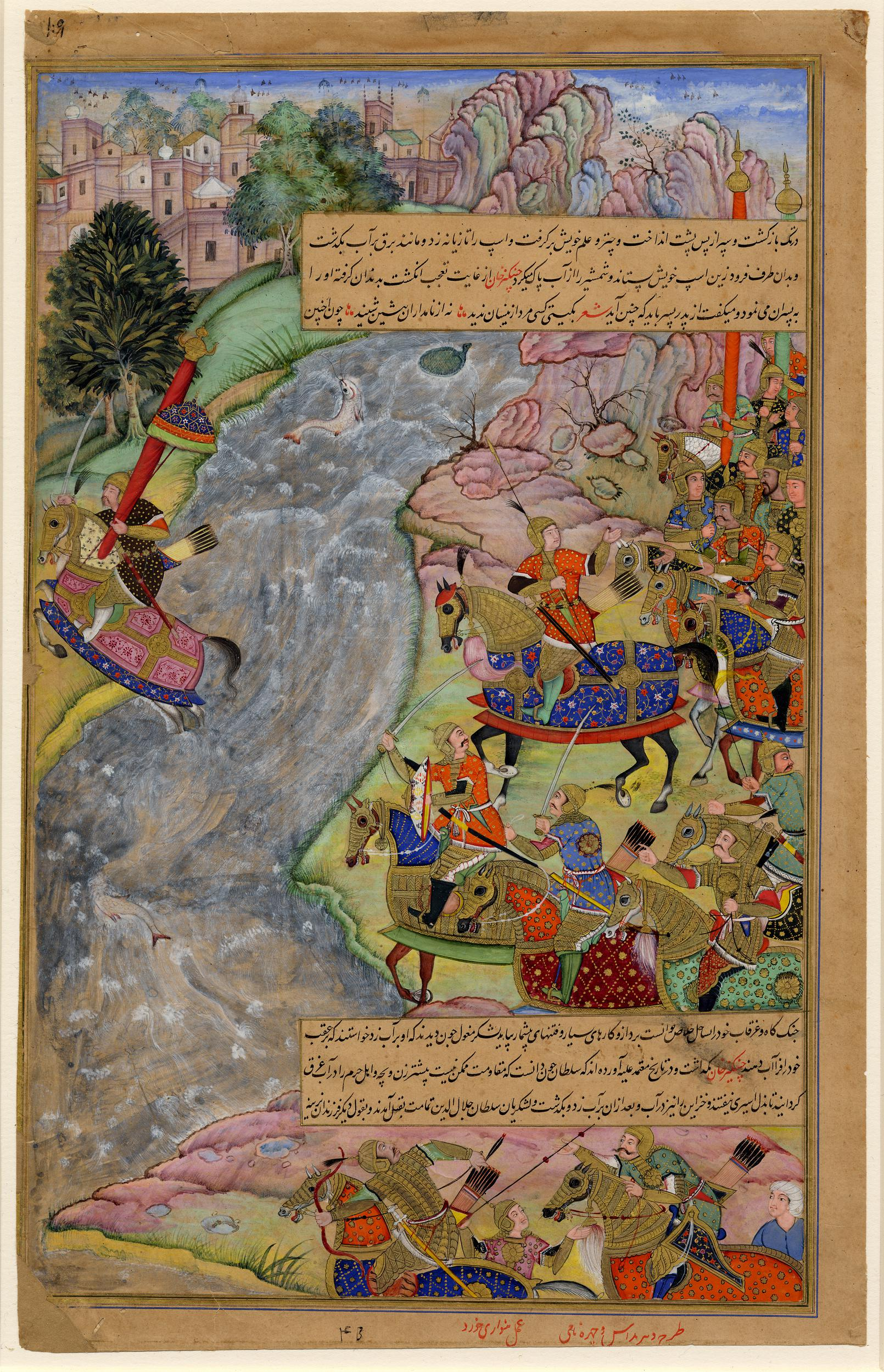
インダス河畔の戦い

1220年秋にチンギスは進軍を再開し、開城を拒んだテルメズを破壊した。
トゥルイの率いる一軍がホラーサーン地方に分遣され、1220年から1221年にかけての冬にはバダフシャーン地方がモンゴルの攻撃を受けた。トゥルイはチンギスの女婿トクチャルをホラーサーン侵攻の先遣隊として派遣し、トクチャルによってナサーで虐殺・略奪が行われた。1220年11月にトクチャルはニーシャープール攻撃中に戦死し、後任の指揮官は現有戦力でニーシャープールを攻略することは難しいと考えて包囲を解き、サブザワール、トゥースの攻撃に向かった。ホラーサーンの主要都市メルヴでは主戦論者と降伏論者の間で内訌が起こり、1221年2月にメルヴに到達したトゥルイはモンゴルへの抵抗を主張するトルクメン族を破り、メルヴはモンゴルの軍門に下った。一部の職工と奴隷とされた子供を除いたメルヴの住民は虐殺され、セルジューク朝のスルターン・サンジャルの廟には盗掘された後に火が放たれた。
4月10日にはモンゴル軍に抵抗を続けていたニーシャープールが陥落し、トクチャルの寡婦は10,000の兵士を率いて市内に入り、夫の死の復讐のために4日の間殺戮を行った。ニーシャープールには殺害された住民の首を積み重ねた塔が建てられ、破壊された町の跡には大麦の種が蒔かれたと伝えられている。ニーシャープールを攻略したトゥルイはホラーサーン地方の都市の中で唯一モンゴルの攻撃を免れていたヘラートに向かい、ヘラートへの進軍中にトゥースに建立されていたハールーン・アッ＝ラシードの廟とアリー・リダーの廟を破壊した。ヘラートの包囲攻撃は1週間にわたり、長官を失ったヘラート市民はモンゴル軍の降伏勧告を受け入れて開城した。ヘラートにはイスラム教徒の知事とモンゴル軍の司令官が置かれ、トゥルイはチンギスの命令を受けてバルフとメルヴの中間に位置するタールカーンに向かい、本隊と合流した。モンゴル帝国のホラーサーン地方侵攻の際、メルヴ近辺に居住していたオグズの一支族がアナトリア半島に移住し、彼らがオスマン帝国の始祖となった伝説が残る。
タールカーンのヌスラト・クー城塞は6か月間モンゴル軍の攻撃を防ぎ、モンゴル軍は捕虜を前線に立たせて城砦を攻撃した。ウルゲンチを陥落させたチャガタイとオゴデイもチンギスの本隊に合流し、チャガタイらと別れたジョチはシル川の北方に移動した。1221年春にアム川北部の都市は破壊され、あるいはモンゴルに降伏し、バルフはモンゴルに帰順を申し出た。チンギスが率いる本隊はヒンドゥークシュ山脈を越えてバーミヤーンに進軍するが、戦闘中にチャガタイの子モエトゥケンが流れ矢に当たり落命する。チンギスは全ての生き物を殺すことを命令し、無人となったバーミヤーンはマウ・バリク（悪い町）と呼ばれるようになった。
一方、ガズナに入ったジャラールッディーンは、アラーウッディーンの叔父アミーン・ムルクが率いる兵士と将軍サイフッディーン・アグラークが率いる兵士を加え、60,000あるいは70,000の騎兵を率いて1221年春にパルワーンに進軍した。ジャラールッディーンがガズナに移動した報告を受け取ったチンギスは人口の多いバルフを背後に残して進軍することに不安を覚え、バルフの住民を虐殺し、防壁を破壊した。パルワーン近郊でホラズム軍はテケチュク、モルグルが率いる1,000人のモンゴル兵を破り、敗戦の報を受け取ったチンギスはシギ・クトクに30,000の兵士を与えてジャラールッディーン討伐に派遣した。ホラズム軍はパルワーンの戦いでモンゴル軍に勝利を収めるが、戦後ホラズム軍内で戦利品の馬を巡って口論が起こり、サイフッディーン・アグラークはジャラールッディーンの元から離脱した。
チンギスがパルワーンの戦闘の報復のために進軍していることを知ったジャラールッディーンはガズナからインダス川に退却し、ホラズム軍を追撃するチンギスもまたインダス川に向かった。1221年11月24日、インダス河畔の戦いでホラズム軍はモンゴル軍の包囲を受け、ホラズム軍の右翼と左翼は壊滅する。ジャラールッディーンは包囲の突破を試みるが成功せず、乗馬と共にインダス川を渡り、インドに逃走した。ジャラールッディーンに続いてインダス川に飛び込んだホラズム兵はモンゴル軍によって射殺され、矢の射程までの河水がホラズム兵の血で赤く染まったと伝えられている。チンギスはジャラールッディーン追撃のために将軍バラとドルベイを派遣するが、二人はジャラールッディーンの行方を見失う。バラとドルベイはムルターン、ラホール、ペシャーワルなどのインド北部の都市を襲撃した後、インダス川を渡ってモンゴルに帰還しようとする本隊に合流した。
パルワーンの戦いの後、1221年11月にジャラールッディーンの戦勝の噂が広まったヘラートで暴動が起き、モンゴル軍は暴動の鎮圧に半年を要した。1222年6月14日にヘラートを制圧した将軍イルジギデイは1週間にわたる処刑を行い、1,600,000の人間が虐殺されたと伝えられている。メルヴではトゥルイによって任命された知事が生き残った住民に殺害されたが、シギ・クトクは報復として大規模な殺戮を行った。ガズナでもオゴデイによって職工を除いた住民が虐殺され、略奪の末に街は廃墟となった。
イラン東部、アフガニスタンへの進軍に際して十分な調査が行われていなかったためか、軍隊の行動から計画性が失われ、無意味な戦闘、攻撃、虐殺が目立ち始める。イスラーム学者の史書にはホラーサーン、アフガニスタンの各地で100万人単位の人間がモンゴル軍によって虐殺された記述が見られる。ただし、当時の人口、軍功が誇張された可能性、モンゴル軍が降伏を促すために自ら広めた「破壊」と「殺害」の噂から、実際に行われた破壊と殺戮は史書の記述ほど極端なものではなかったと指摘されている。

## 遠征の終結
バラとドルベイがジャラールッディーンの追跡に向かった後、1222年春にモンゴル軍の本隊はインダス川の右岸を遡った。チンギスはカーブル北方に位置するパルワーンに留まって周辺を略奪し、バラとドルベイの帰還を待った。
別行動をとっていたバラ、ドルベイ、オゴデイが本隊に合流するが、モンゴル軍内で伝染病が流行する。1222年夏にチンギスは全軍に退却を命じ、チンギスの帰国に伴って莫大な戦利品と数万の捕虜が東方に持ち帰られたと伝えられている。
モンゴル軍はヒマラヤ山脈に向かって進んだが悪路と気候に阻まれてアフガニスタンに戻った。チンギスは帰還の途上で立ち寄ったブハラでイスラム教の教義について説明を受け、メッカ巡礼を除いた教義に賛同した。サマルカンドではフトバ（説教）に自身の名を刻ませ、法官とイマーム（イスラームの宗教指導者）に免税を認める。1223年春にチンギスはシル川に到達し、冬の間ブハラで狩猟を楽しんでいたチャガタイとオゴデイがチンギスの元を訪れた。同年夏にチンギスはタシュケント近郊のクラーン・バーシー地区に滞在し、シル川の北方に留まっていたジョチはチンギスの元に姿を現さなかった。1224年の夏と冬の間モンゴル軍はイルティシュ川流域を通過し、チンギスはトゥルイの子であるクビライとフレグに対面した。1225年2月にチンギスはモンゴル高原に帰還した。
戦後ホラズム地方は南部はチャガタイに、残りの部分はジョチに分配される。モンゴルの征服から数年後、破壊されたウルゲンチの南に新たな町（新ウルゲンチ）が再建された。
モンゴル帝国の支配下に入ったマー・ワラー・アンナフルでは契丹人の耶律阿海と各都市の知事を務めるムスリム官僚による復興事業が進められていた。生き残った都市民の統治にあたってダルガチが任命され、ウイグル人、あるいはペルシア人がその職に就いた。廃墟と化したサマルカンドの南西に新しいサマルカンドの町が建設されたが、モンゴルの征服から約150年後のティムール朝の時代に入り、ようやく新しいサマルカンドの城壁が完成する。住民の数が4分の1に減少したサマルカンドではイスラム教徒は中国人、契丹人などとの共同によってのみ農地の経営を認められていたが、モスクでの礼拝、ラマダーンの夜の祝祭は通常通り行われ、バザールも賑わいを見せていた。アフガニスタンに駐屯するチンギスの元を訪れるために1221年から1222年にかけてセミレチエ、マー・ワラー・アンナフルを通過した丘長春は、修復・整備された街道や橋を利用した。サイラムに到着した丘長春は知事から歓迎を受け、ラマダーンの断食明けの祭りを目撃している。

## ドーソンの『モンゴル帝国史』
モンゴルのホラズム・シャー朝征服については、19世紀前半にC.M.ドーソンが著述した『モンゴル帝国史』が古典的な研究として世界中で重視されている。一方、近年では『モンゴル帝国史』が西欧列強がアジアを植民地支配する時代に編纂されたことに由来する、「遅れた野蛮なアジア」の代表として必要以上にモンゴル帝国を貶めるような叙述がなされていることが指摘されている。
例えば、モンゴルが派遣した使者を殺害したことで「城民が皆殺しにされた」とされるスグナクについて、ドーソンは「激高した民衆が使者を虐殺した」とし、その報復としての虐殺によってスグナクは「人口の絶滅した地区」になったとする。しかし、一次史料たる『世界征服者史』には使者を殺害したのは「悪漢（sharīrān）・破落戸（runūd）・騒動屋（aubāsh）」という一般城民とは言い難い集団であったと明記されている。また、スグナク陥落後にスグナクの統治を委ねられたハサン・ハッジーの息子は隠れていた人々を集めたと記されていることから、モンゴル軍が本当に城民を皆殺しにしたとは考えられず、皆殺しにされたのは主戦派であった「悪漢・破落戸ら」のみではないかとも指摘されている。
また、オトラルの陥落に関する章において、ドーソンは「オトラルの城砦は徹底的に破壊され、モンゴル軍は殺戮を免れた住民をブハラの正面へ引き連れた」と述べる。一方、『世界征服者史』はオトラルの破壊について「城塞（ḥiṣār）と城壁（bāra）を町（kūy）の通り（rah）と同じにした」と述べており、城市そのものが破壊されたのではなく、城壁が破壊されてオープン・シティになったことを伝えている。住民が城外に出されたのも課税のための人口調査の一環であり、「城壁の撤廃」と「人口調査のため城民を城外に出す」ことを「城市の破壊」と「城民の虐殺」に安易に結びつける叙述は『モンゴル帝国史』の全般に渡ってみられる。
このように、ドーソンの叙述には原典史料の記述以上に「モンゴルの破壊と虐殺」を強調する曲筆が見られるため、ドーソンの著作を利用する研究者は記述内容をそのまま鵜呑みにしてはならず、必ず原典史料に当たって本来の記述がどのようなものか確認する必要があると指摘されている。